# 康斯坦丁尼夫卡 (特諾皮爾州)
49°28′9″N 25°48′31″E / 49.46917°N 25.80861°E
康斯坦丁尼夫卡（羅馬化：Kostiantynivka）是烏克蘭的村落，位於該國西部捷爾諾波爾州，由捷爾諾波爾區負責管轄，面積0.72平方公里，海拔高度317米，2001年人口152。